# Палац Роганів

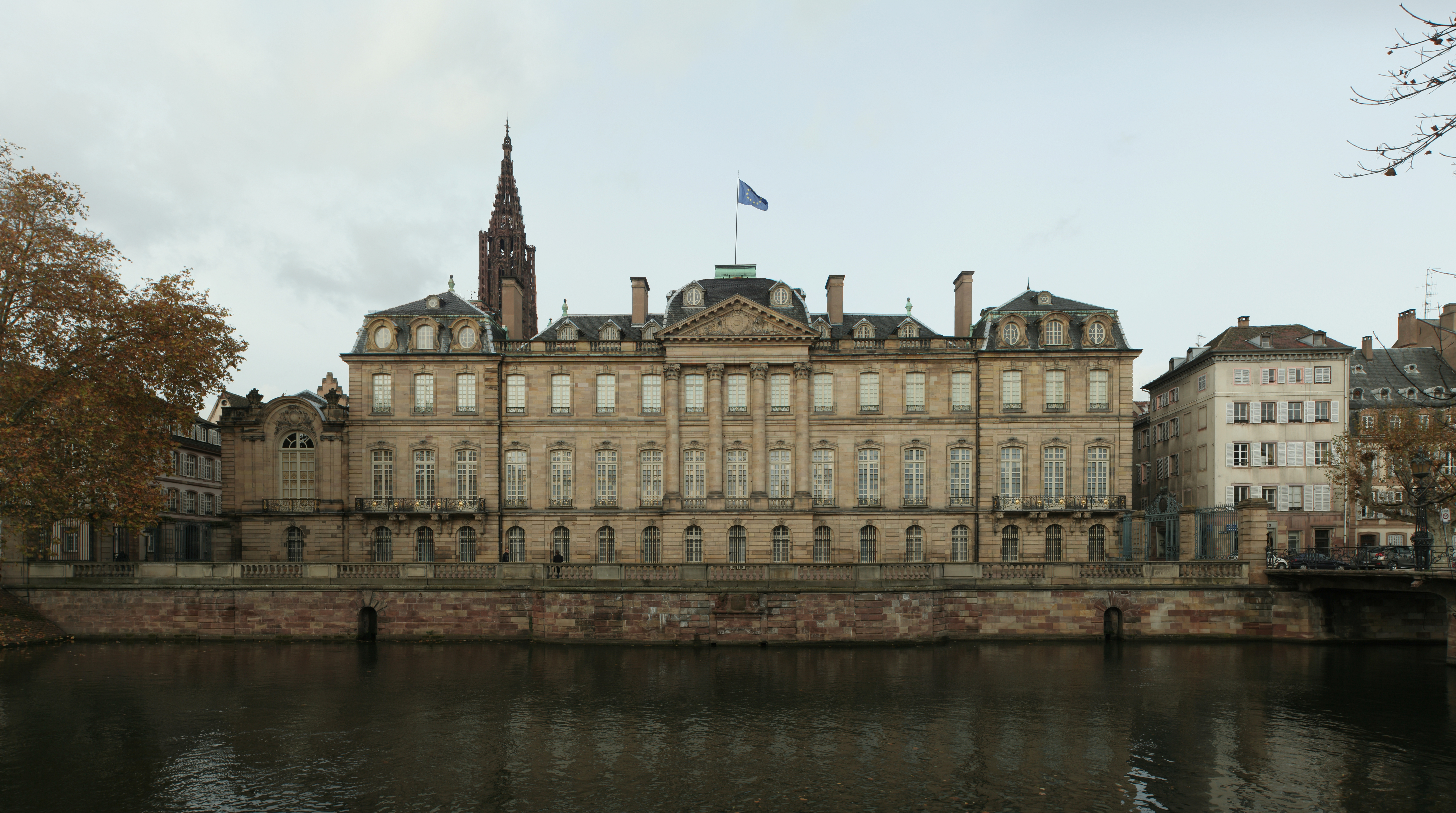
Фасад Палацу Роганів

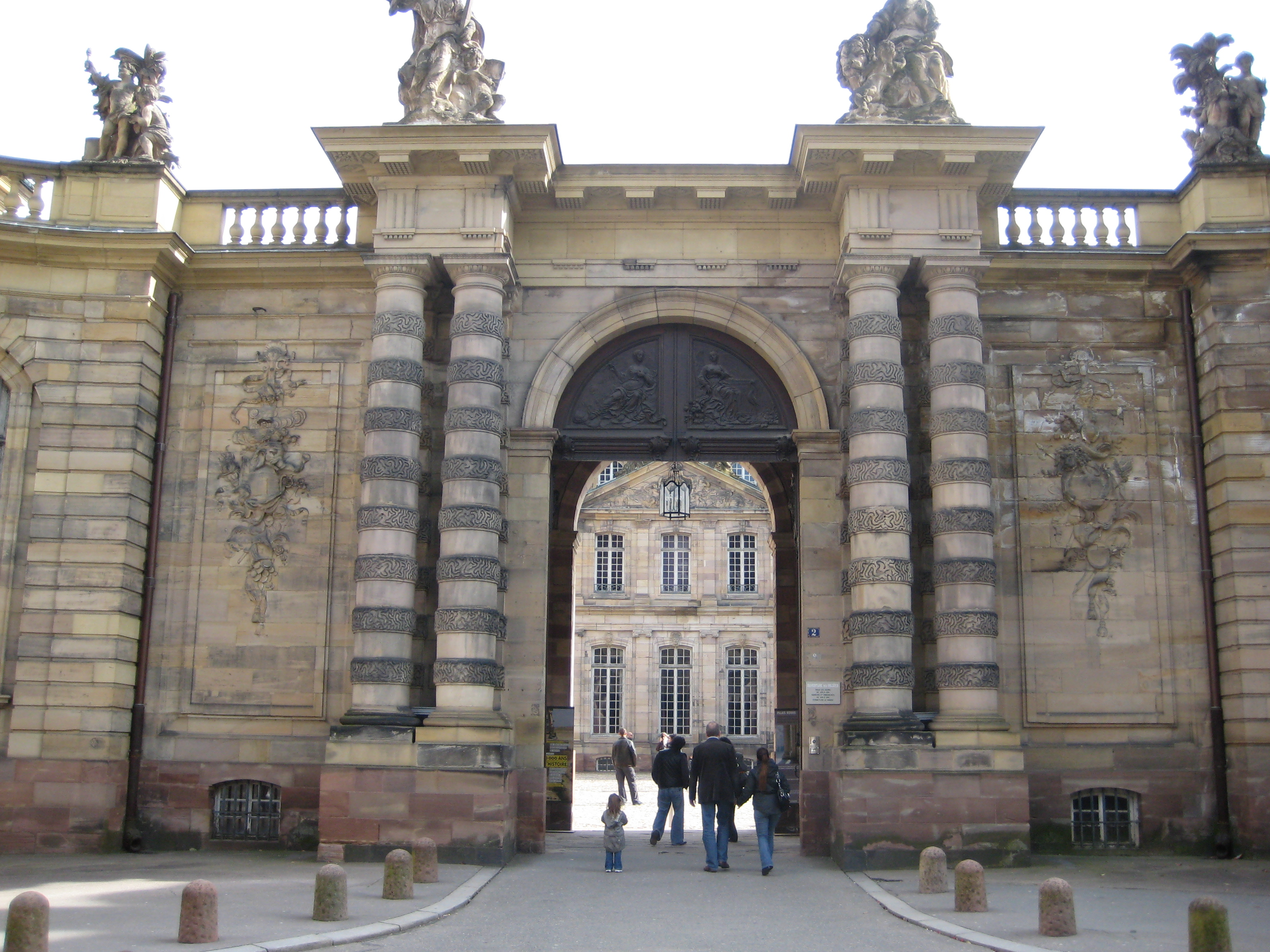
Брама палацу

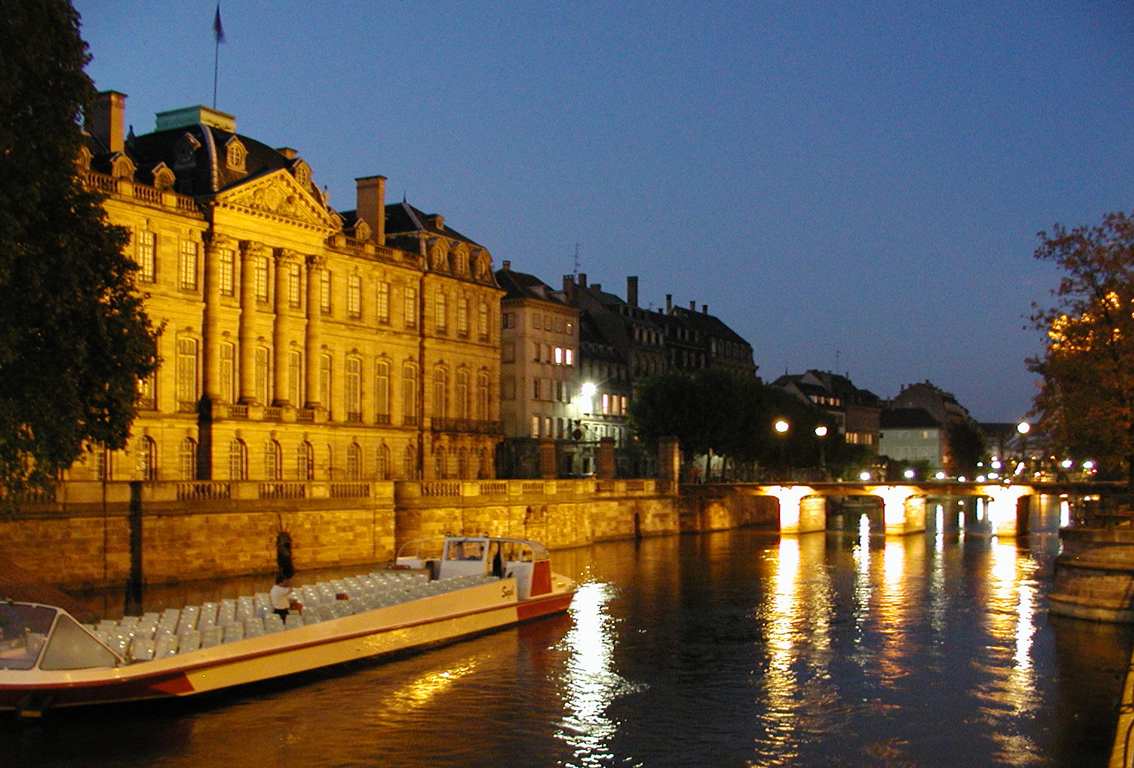
Палац Роганів увечері

Палац Роганів (фр. Palais Rohan) — міський бароковий палац, що знаходиться в Страсбурзі. Одна з визначних пам'яток архітектури й історії Ельзасу.

## Опис
Палац Роганів є не лише видатною пам'яткою архітектури епохи бароко. Тут розташовані три найважливіші музеї Страсбурга — археологічний, Музей декоративно-вжиткового мистецтва та Музей образотворчого мистецтва. Будівля має три верхні поверхи та один підвальний, де розмістився Археологічний музей. Палац Роганів розташований в центральній частині Страсбурга, поруч зі Страсбурзьким собором.

## Історія
Палац будувався протягом 1731–1742 років під орудою архітектора Жозефа Массола за проектом Робера де Котта, згідно з розпорядженням кардинала Армана-Гастона-Максимільєна де Роган-Субіза. Він був споруджений на місці колишньої архієпископській резиденції, що будувалася з 1262 року.
1744 року в Палаці Роганів зупинявся французький король Людовик XV, а 1770 року — королева Марія-Антуанетта. 1805, 1806 та 1806 року в палаці гостював імператор Наполеон I та його перша дружина Жозефіна Богарне. За вказівкою Наполеона, приміщення та зали палацу були оздоблені й перероблені за його смаком. 1810 року в Палаці Роганів провела свою першу ніч на французькій землі друга дружина Наполеона — Марія-Луїза. 1828 року тут зупинявся французький король Карл X. Після входження Ельзасу в 1870 році до складу Німеччини в палаці з 1872 по 1898 рік розташовувалися основні служби та відділення німецького Страсбурзького університету. Потім будівля використовувалася як приміщення для імператорських музеїв, зокрема для новоствореної картинної галереї — замість міського музею, який 24 серпня 1870 року повністю згорів під час обстрілу прусської артилерією. Під час Другої світової війни, 11 серпня 1944 року, Палац Роганів зазнав сильних пошкоджень під час нальоту англо-американської авіації. Відновлювальні роботи було повністю завершено лише в 1990-х роках.